# П'ята Гора
П'ята Гора (рос. Пятая Гора) — присілок у Волосовському районі Ленінградської області Російської Федерації.
Населення становить 16 осіб. Належить до муніципального утворення Калитинське сільське поселення.

## Історія
Від 1 серпня 1927 року належить до Ленінградської області.

## Населення
| 2007 | 2010 | 2017 |
| ---- | ---- | ---- |
| 7    | ↗20  | ↘16  |